# Kevin Hernández
Kevin Vance Hernández Kirkconnell (Guanaja, 21 de dezembro de 1985) é um futebolista profissional hondurenho que atua como goleiro, atualmente defende o Real España.

## Carreira
Kevin Hernández fez parte do elenco da Seleção Hondurenha de Futebol nas Olimpíadas de 2008.